# Nikola Čačić
Nikola Čačić (serbisch-kyrillisch Никола Чачић, * 7. Dezember 1990 in Banja Luka, SR Bosnien und Herzegowina, SFR Jugoslawien) ist ein serbischer Tennisspieler.

## Karriere
Nikola Čačić spielt hauptsächlich auf der ATP Challenger Tour und der ITF Future Tour. Er feierte bislang drei Einzel- und 21 Doppelsiege auf der Future Tour. Auf der höher dotierten Challenger Tour gelang ihm ein solcher Erfolg bislang noch nicht. Sein Debüt auf der ATP World Tour gab er 2010 in Belgrad, wo er zusammen mit Marko Đoković eine Wildcard für das Hauptfeld erhielt. Dort trafen sie in der ersten Runde auf Leonardo Mayer und Horacio Zeballos, denen sie in drei Sätzen unterlegen waren. Bis zu seinem zweiten Auftritt auf der höchsten Tour vergingen zwei Jahre, als er in Belgrad erneut mittels einer Wildcard im Hauptfeld stand, diesmal an der Seite von Ilija Bozoljac die Erstrundenpartie verlor. Im Oktober 2012 spielte er in Umag an der Seite von Dušan Lajović, wo sie als Ersatzduo an Position vier gesetzt waren, jedoch in der ersten Runde scheiterten.
Seinen ersten Titel auf der Challenger Tour gewann er im Doppel an der Seite von Yang Tsung-hua in Schymkent. Durch diesen Erfolg verbesserte er sich auf Platz 140 in der Weltrangliste, sein bisheriges Karrierehoch.

## Erfolge
| Legende (Anzahl der Titel)  |
| Grand Slam                  |
| ATP World Tour Finals       |
| ATP World Tour Masters 1000 |
| ATP World Tour 500          |
| ATP World Tour 250 (3)      |
| ATP Challenger Tour (5)     |

| ATP-Titel nach Belag |
| Hartplatz (2)        |
| Sand (1)             |
| Rasen (0)            |

### Doppel

#### Turniersiege

##### ATP World Tour
| Nr. | Datum              | Turnier      | Belag         | Partner        | Finalgegner                         | Ergebnis          |
| --- | ------------------ | ------------ | ------------- | -------------- | ----------------------------------- | ----------------- |
| 1.  | 29. September 2019 | Chengdu      | Hartplatz     | Dušan Lajović  | Jonathan Erlich Fabrice Martin      | 7:69, 3:6, [10:3] |
| 2.  | 8. Februar 2020    | Montpellier  | Hartplatz (i) | Mate Pavić     | Dominic Inglot Aisam-ul-Haq Qureshi | 6:4, 6:74, [10:4] |
| 3.  | 7. März 2021       | Buenos Aires | Sand          | Tomislav Brkić | Ariel Behar Gonzalo Escobar         | 6:3, 7:5          |

##### ATP Challenger Tour
| Nr. | Datum              | Turnier              | Belag         | Partner           | Finalgegner                        | Ergebnis           |
| --- | ------------------ | -------------------- | ------------- | ----------------- | ---------------------------------- | ------------------ |
| 1.  | 15. Juni 2019      | Schymkent            | Sand          | Yang Tsung-hua    | André Göransson Marc-Andrea Hüsler | 6:4, 6:4           |
| 2.  | 16. November 2019  | St. Ulrich in Gröden | Hartplatz (i) | Antonio Šančić    | Sander Arends David Pel            | 6:75, 7:63, [10:7] |
| 3.  | 18. Januar 2020    | Bendigo              | Hartplatz     | Denys Moltschanow | Marcelo Arévalo Jonny O’Mara       | 7:63, 6:4          |
| 4.  | 26. September 2020 | Forlì                | Sand          | Tomislav Brkić    | Andrei Golubew Andrea Vavassori    | 3:6, 7:5, [10:3]   |
| 5.  | 8. Oktober 2022    | Parma                | Sand          | Tomislav Brkić    | Luis David Martínez Igor Zelenay   | 6:2, 6:2           |

#### Finalteilnahmen
| Nr. | Datum            | Turnier  | Belag         | Partner           | Finalgegner                           | Ergebnis         |
| --- | ---------------- | -------- | ------------- | ----------------- | ------------------------------------- | ---------------- |
| 1.  | 11. April 2021   | Marbella | Sand          | Tomislav Brkić    | Ariel Behar Gonzalo Escobar           | 2:6, 4:6         |
| 2.  | 24. Juli 2021    | Umag     | Sand          | Tomislav Brkić    | Fernando Romboli David Vega Hernández | 3:6, 5:7         |
| 3.  | 24. Oktober 2021 | Moskau   | Hartplatz (i) | Tomislav Brkić    | Harri Heliövaara Matwé Middelkoop     | 5:7, 6:4, [9:11] |
| 4.  | 9. April 2023    | Estoril  | Sand          | Miomir Kecmanović | Sander Gillé Joran Vliegen            | 3:6, 4:6         |

## Abschneiden bei Grand-Slam-Turnieren

### Doppel
| Turnier         | 2020 | 2021 | 2022 | 2023 | 2024 | Karriere |
| --------------- | ---- | ---- | ---- | ---- | ---- | -------- |
| Australian Open | 1    | 1    | 1    | AF   | AF   | AF       |
| French Open     | 1    | VF   | 1    | –    | –    | VF       |
| Wimbledon       |      | AF   | 2    | 1    | –    | AF       |
| US Open         | 1    | 2    | 1    | 1    | –    | 2        |

Zeichenerklärung: S = Turniersieg; F, HF, VF, AF = Einzug ins Finale / Halbfinale / Viertelfinale / Achtelfinale; 1, 2, 3 = Ausscheiden in der 1. / 2. / 3. Hauptrunde; Q1, Q2, Q3 = Ausscheiden in der 1. / 2. / 3. Qualifikationsrunde; nicht ausgetragen

### Mixed
| Turnier         | 2021 | 2022 | Karriere |
| --------------- | ---- | ---- | -------- |
| Australian Open | —    | 1    | 1        |
| French Open     | —    | —    | —        |
| Wimbledon       | —    | AF   | AF       |
| US Open         | AF   | —    | AF       |